# Letci
Letci (Neognathae) jsou jedna ze dvou podtříd v systematickém členění třídy ptáků (Aves), druhou jsou bežci. 

## Charakteristika
Hlavním znakem letců je hřeben hrudní kosti, na který se upínají svaly potřebné k letu. O mláďata se obvykle starají oba rodiče nebo spíše samice, mláďata bývají častěji nekrmivá. Obvykle mají schopnost aktivního letu, některé druhy velmi rychlého; sokol stěhovavý dosahuje rychlosti až 389 km/h.

## Evoluce
První zástupci této skupiny se začínají objevovat již koncem křídové periody druhohorní éry. K nejstarším známým zástupcům letců patří Asteriornis (stáří cca 67 milionu let) či ještě o několik milionů let starší Vegavis a Teviornis. Podle molekulárních hodin nicméně původ letců sahá až do počátečního období svrchní křídy do doby před 90 miliony lety. Během svého vývoje prošli letci adaptivní radiací, která vyústila v diverzifikovanou skupinu ptáků široce rozšířených po celém světě. K letcům se řadí i pěvci, kteří zahrnují kolem 60 % všech známých ptáků a kteří utváří druhově nejrozmanitější řád mezi obratlovci.

## Systém letců
V poslední době prochází systematika ptáků velkými změnami, způsobenými hlavně tím, že se k určování příbuznosti jednotlivých taxonů začala používat analýza DNA.

### Tradiční systém
- podtřída: letci (Neognathae)
  - řád: vrubozobí (Anseriformes)
  - řád: hrabaví (Galliformes)
  - řád: tučňáci (Sphenisciformes)
  - řád: potáplice (Gaviiformes)
  - řád: potápky (Podicipediformes)
  - řád: trubkonosí (Procellariiformes)
  - řád: veslonozí (Pelecaniformes)
  - řád: brodiví (Ciconiiformes)
  - řád: plameňáci (Phoenicopteriformes)
  - řád: sokoli (Falconiformes)
  - řád: dravci (Accipitriformes)
  - řád: krátkokřídlí (Gruiformes)
  - řád: dlouhokřídlí (Charadriiformes)
  - řád: měkkozobí (Columbiformes)
  - řád: papoušci (Psittaciformes)
  - řád: kukačky (Cuculiformes)
  - řád: sovy (Strigiformes)
  - řád: lelkové (Caprimulgriformes)
  - řád: svišťouni (Apodiformes)
  - řád: srostloprstí (Coraciiformes)
  - řád: šplhavci (Piciformes)
  - řád: trogoni (Trogoniformes)
  - řád: myšáci (Coliiformes)
  - řád: pěvci (Passeriformes)

Postupem času docházelo ke změnám, některé skupiny byly povýšeny na vlastní řád (kolibříci, perepelové, turakové), ale nikdy nedošlo k ustálení systému a došlo k tomu, že „co autor, to názor“. Tento stav v podstatě trvá dodnes.
S pomocí analýzy DNA žijících druhů ptáků byla vytvořena nová systematika třídy, Sibley-Ahlquistova taxonomie ptáků. V ní podřád Neognathae, letci, splývá s podřádem Neoaves, moderní ptáci.

### Sibley-Ahlquistova taxonomie
- podtřída: Neoaves, moderní ptáci
  - řád: hokové (Craciformes)
  - řád: hrabaví (Galliformes)
  - řád: vrubozobí (Anseriformes)
  - řád: perepelové (Turniciformes)
  - řád: šplhavci (Piciformes)
  - řád: leskovci (Galbuliformes)
  - řád: zoborožci (Bucerotiformes)
  - řád: dudci (Upupiformes)
  - řád: trogoni (Trogoniformes)
  - řád: srostloprstí (Coraciiformes)
  - řád: myšáci (Coliiformes)
  - řád: kukačky (Cuculiformes)
  - řád: papoušci (Psittaciformes)
  - řád: svišťouni (Apodiformes)
  - řád: kolibříci (Trochiliformes)
  - řád: turakové (Musophagiformes)
  - řád: sovy (Strigiformes)
  - řád: měkkozobí (Columbiformes)
  - řád: krátkokřídlí (Gruiformes)
  - řád: brodiví (Ciconiiformes)
  - řád: pěvci (Passeriformes)

### Taxonomie podle posledních výzkumů
IOC World Bird List rozeznává tyto řády:
- Galloanserae
  - Hrabaví
  - Vrubozobí
- Neoaves
  - Brodiví a pelikáni
  - Čápi
  - Dlouhokřídlí
  - Dravci
  - Dropi
  - Faetoni
  - Gvačarové
  - Hoacinové
  - Krátkokřídlí
  - Kukačky
  - Kurolové
  - Lelčíkové
  - Lelkové
  - Lelkouni
  - Měkkozobí
  - Mesitové
  - Myšáci
  - Papoušci
  - Pěvci
  - Plameňáci
  - Potápky
  - Potáplice
  - Potuové
  - Seriemy
  - Slunatci a kaguové
  - Sokoli
  - Sovy
  - Srostloprstí
  - Stepokurové
  - Svišťouni
  - Šplhavci
  - Terejové
  - Trogoni
  - Trubkonosí
  - Tučňáci
  - Turakové
  - Zoborožci